# (27362) 2000 EO
2000 إي أو (ويعرف أيضًا باسم (27362) 2000 إي أو وفق تسمية الكوكب الصغير) (بالإنجليزية: 2000 EO)‏ هو كويكب ضمن حزام الكويكبات؛ وترتيبه 27362 من حيث الاكتشاف.
اكتُشف هذا الجُرم الفلكي بواسطة نايجل برادي في 2 مارس 2000.

## وصلات خارجية
- (27362) 2000 EO في قاعدة بيانات مختبر الدفع النفاث لأجرام النظام الشمسي الصغيرة

- الاكتشاف · مخطط المدار ·  العناصر المدارية · المعلمات المادية

- (27362) 2000 EO على موقع ويكي سكاي: DSS2, SDSS, GALEX, IRAS, Hydrogen α, X-Ray, Astrophoto, Sky Map, Articles and images